# Mitsubishi K3M
Mitsubishi K3M (яп. 中島AT-2) — серійний навчальний та військово-транспортний літак Імперського флоту Японії та Імперської армії Японії періоду 1930-х років та Другої світової війни.
Кодова назва союзників - «Пайн» (англ. Pine).

## Історія створення
Ще в 1928 році британський інженер Герберт Сміт, який в той час працював в компанії Mitsubishi за власною ініціативою почав розробку одномоторного навчально літака в якому окрім пілота і інструктора могли б перебувати ще три-чотири учні. В грудні 1928 Сміт завершив дизайн суцільно-дерев'янного біплану, який отримав заводський номер M-13, але компанії не вдалось переконати флот в необхідності такої машини.
Проте вже в 1929 році Імперський флот Японії замовив два дослідні взірці літака нового дизайну. Розробку очолив інженер Енг Хаторі, який спроектував одномоторний моноплан з крилом типу парасоль, фюзеляж був зварної конструкції, обтягнутий полотняною обшивкою. Новий навчальний літак отримав внутрішнє фірмове позначення 4MS1 і флотцьке K3M1.
Перший літак був готовий у 1930 році, оснащувався двигуном Hispano-Suiza потужністю 340 к.с. японського виробництва з водяним охолодженням. Результати випробувань показали, що літак був нестійким у польоті. Другий екземпляр був аналогічний до першого, але у третього та четвертого прототипів збільшили V-подібність крила, що збільшило стійкість літака у польоті. Але літак все ще мав проблеми з двигуном, тому флот, перш, ніж прийняти літак на озброєння, наказав встановити на літак двигун Hitachi Amakaze потужністю 340 к.с. Після цього літак був запущений в серійне виробництво під назвою «Навчальний літак морський Тип 90 Модель 1» (або K3M2). Цей варіант був озброєний 7,7-мм кулеметом у відкритій турелі. Пілот розміщувався у відкритій кабіні над крилом, а 2 курсанти - в закритій кабіні під крилом. 
Літак, крім Mitsubishi, також випускався фірмою Aichi.
У 1933 Імперська армія Японії також проявила інтерес до літака і замовила дещо змінений варіант, який отримав позначення Ki-7. Цей варіант мав посилену мотораму та носову частину та оснащувався потужнішим двигуном. До грудня 1933 року було виготовлено 2 прототипи, перший з двигуном Mitsubishi «Тип 92» потужністю 475 к.с., а інший з двигуном Nakajima Kotobuki потужністю 450 к.с., але після того, як один з них розбився під час випробувань, армія втратила інтерес до літака. Другий прототип, оснащений двигуном Bristol Jupiter VI потужністю 420 к.с., був перероблений в цивільний варіант. Шасі було змінне - поплавки або колеса. Він отримав назву MS-1 та цивільну реєстрацію  J-BABQ та був проданий авіакомпанії «Токіо коку К.К.».
З 1939 року флотський варіант літака випускався фірмою Watanabe під назвою «Навчальний літак морський Тип 90 Модель 2» (або K3M3). Він був оснащений двигуном Nakajima Kotobuki-2 потужністю 580 к.с., а кіль мав більшу площу, подібно до цивільного варіанту.
Під час Другої світової війни літаки K3M2 та K3M3 широко використовувались для підготовки пілотів. Крім того, деяка частина літаків була перероблена у транспортний варіант K3M3-L, який міг перевозити 4-5 пасажирів.
Всього було збудовано 625 літаків всіх модифікацій.

## Тактико-технічні характеристики (K3M3)

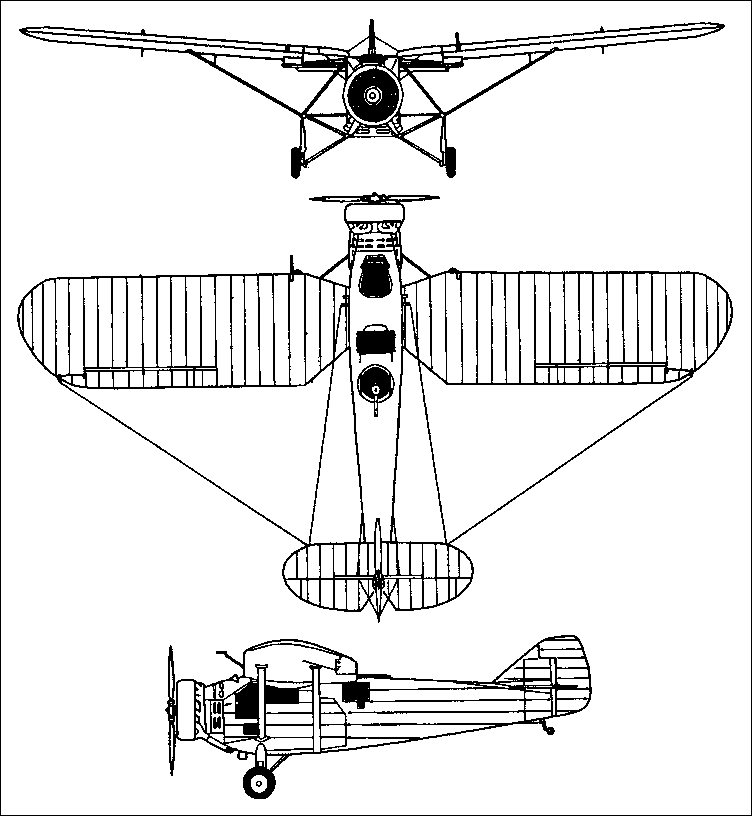

### Технічні характеристики
- Екіпаж: 2-4 чоловік
- Пасажири: 4-5 чоловік
- Довжина: 9,54 м
- Висота: 3,82 м
- Розмах крил: 15,78 м
- Площа крил: 34,50 м ²
- Маса пустого: 1 360 кг
- Маса спорядженого: 2 200 кг
- Навантаження на крило: 63.8 кг/м²
- Двигуни:  1 х Nakajima Kotobuki-2
- Потужність: 580 к. с.
- Питома потужність: 3.8 кг/к.с.

### Льотні характеристики
- Максимальна швидкість: 230 км/г на висоті 1 000 м
- Крейсерська швидкість: 186 км/г
- Дальність польоту: 790 км
- Практична стеля: 6 389 м
- Швидкість підйому: на 5 000 м - 9 хв. 30 с.

### Озброєння
- 1 х 7,7-мм кулемет «Тип 92»
- 4 х 30-кг бомб

## Модифікації
- K3M1 - початковий варіант
- K3M2 (Навчальний морський літак тип 90) - перший серійний флотський варіант навчального літака
- K3M3 (Навчальний морський літак тип 90) - модифікований серійний флотський варіант навчального літака
- K3M3-L - військово-транспортний варіант для флоту
- Ki-7 - прототип армійського навчального літака (2 екз.)
- MS-1 - цивільний транспортний літак. (перероблейний з Ki-7)